# アスクの虐殺
アスクの虐殺は、第二次世界大戦中の1944年4月1日、ナチスドイツの武装親衛隊がアスクで無実の民間人86人を殺害した戦争犯罪である。

## 概要
1944年3月末、第12SS装甲師団ヒトラーユーゲントは鉄道でノルマンディーに向け出発した。4月1日、部隊を乗せた列車は3つの路線の交差地点であるGare d'Ascqに近づいていたが、爆発によって2台の車両が脱線した。輸送隊の指揮官である親衛隊中尉ヴァルター・ホークは、線路の近隣の家屋の男性全員を捜索、逮捕するよう部隊に命じた。70人の男性が鉄道線路の傍で撃たれ、さらに16人が村内で殺された。さらに男性6名が逮捕され、ゲシュタポによる調査の後に爆弾攻撃の罪で起訴された。彼らは最終的に銃殺隊によって処刑するよう命じられた。
リールの親衛隊中尉は虐殺を正当化している。

ドイツ軍部隊や兵士に対するいかなる攻撃も、その時の状況によっては必要なあらゆる手段によって対応されることを国民は知らねばならない。アスクは教訓であらねばならない。物事の本質においては、そのような事が起こりうると、罪のない人々が苦しむことは避けられない。責任はそのような攻撃をする犯罪者にあるのだ。
終戦後、幾人かの親衛隊員がリールのフランス軍事法廷で裁判にかけられ、元兵士らは死刑を宣告されたが、その後、刑は懲役に減刑された。最後の囚人ヴァルター・ホークは別の事例で1945年5月にレスコヴィツェで同様の虐殺を扇動していたが1957年7月に釈放された。

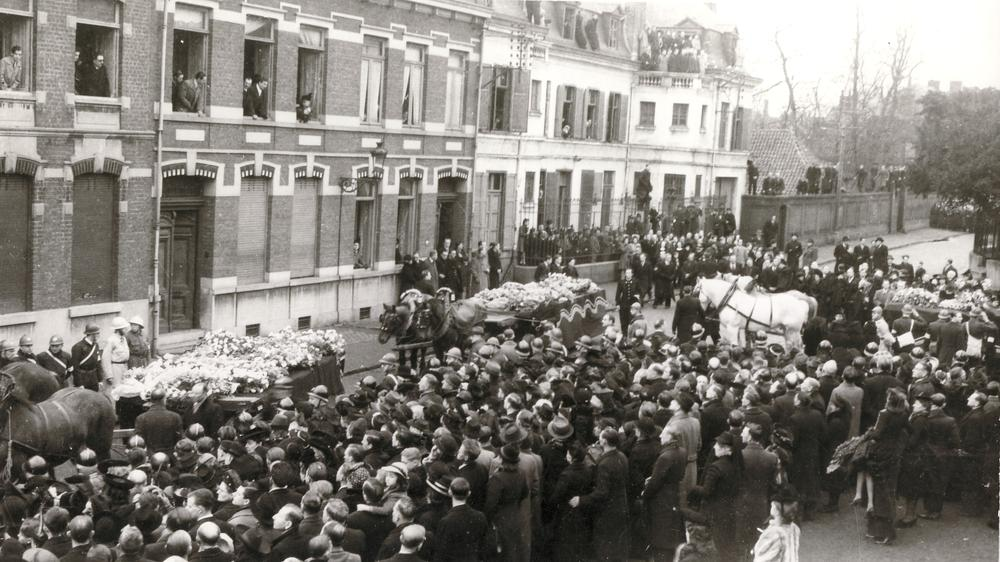
1944年4月5日に行われた犠牲者の葬儀

虐殺の後、6万人の労働者がリールでストライキを起こした。ドイツの占領下で第二次世界大戦中にフランスで最も重要なデモの1つである。村の葬儀には少なくとも2万人が参列したとされる。

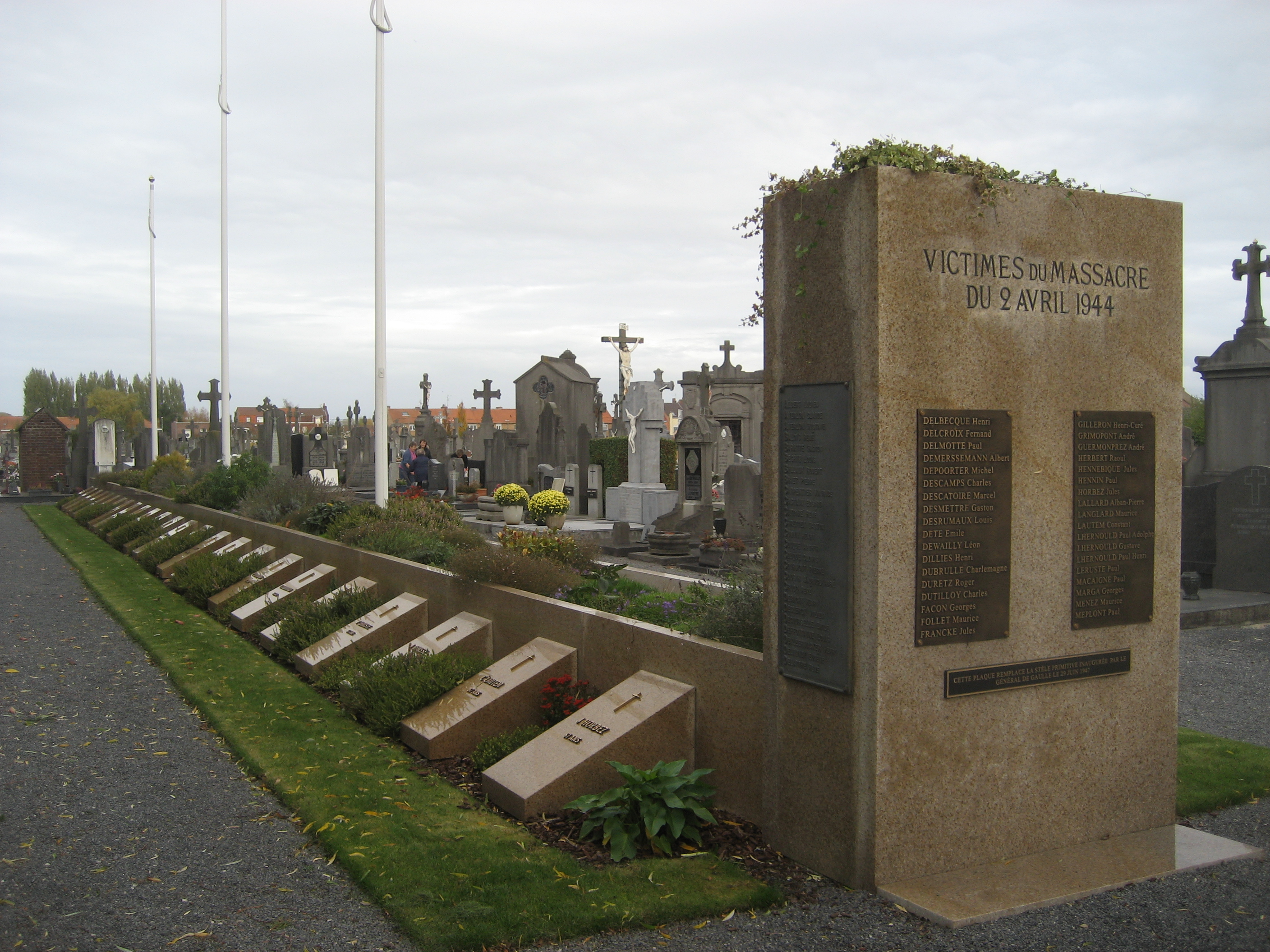
アスクにある墓地の犠牲者の墓